# Nechtan IV dei Pitti
Nechtan mac Der-Ilei, o Nechtan mac Dargarto (in antico irlandese Nechtan mac Der-Ilei o Nechtan mac Dargarto; prima del 686 – 732), è stato re dei Pitti agli inizi dell'VIII secolo.
Succedette al fratello Bridei nel 706. Viene associato con importanti cambiamenti religiosi in Pittavia riguardanti la data della celebrazione della Pasqua. Abdicò nel 724 in favore del nipote e si fece monaco. Nel 728/729 lottò contro altri pretendenti al trono dei Pitti.  
C'è chi ha proposto di identificare il Nechtan figlio di Derile con il Nechtan figlio di Dargart menzionato negli Annali dell'Ulster nel 710. Dargart andrebbe invece identificato col Dargart mac Finguine, membro dei Cenél Comgaill di Dál Riata, che morì nel 686. Dato che San Beda il Venerabile afferma che a volte tra i Pitti era accettata la successione matrilineare, si è pensato che Der-Ilei fosse la madre di Nechtan. 
Altri fratelli e fratellastri di Nechtan e Bridei potrebbero includere Ciniod o Cináed, ucciso nel 713, Talorgan figlio di Drest, un fratellastro o fratello adottivo, tenuto prigioniero da Nechtan sempre nel 713, e forse Congas figlio di Dar Gart che morì nel 712. Un numero di figure tarde, compreso Talorgan figlio di Drest, re di Atholl, giustiziato per annegamento nel 739, e Talorgan figlio di Congus, sconfitto nel 731 e forse annegato nel 734, e un suo fratello di cui non si conosce il nome, potrebbe essere associato con la famiglia di Nechtan.
Secondo Beda in questo periodo i rapporti tra i Pitti e il regno di Northumbria erano pacifici. Tuttavia gli Annali dell'Ulster per l'anno 711 parlano di una sconfitta pitta ad opera northumbriana "a Mag Manonn" (probabilmente nell'area di Stirling dove era esistito il regno di Manau Gododdin), dove fu ucciso Finnguine figlio di Deile Roith.  Finnguine potrebbe essere stato un parente di Nechtan.
Due figli di Nechtan sarebbero morti nel 710 e non si sa e a lui sopravvisse qualche figlio o figlia. Gli Annali di Tigernach affermano che nel 724 Nechtan entrò in monastero lasciando il trono a Drest. Sebbene l'identificazione sia incerta, si pensa che questo Drest sia un figlio del fratellastro di Nechtan.
Ma re Drest non ebbe un potere saldo. Un certo Simul figlio di Drest, forse un altro fratello di Nechtan, fu imprigionato da Drest nel 725. In questo stesso anno Brec di Fortriu morì. Nel 726, Drest imprigionò Nechtan. Nel 728, Óengus figlio di Fergus sconfisse Alpín. È probabile che Nechtan avesse lasciato la vita monastica per fare guerra a Drest e Alpín. Dopo una seconda sconfitta di Alpín, gli Annali di Tigernach sostengono che Nechtan fu rimesso sul trono. Una battaglia combattuta tra l'esercito di Óengus e i nemici di Nechtan a Monith Carno (forse Cairn O' Mounth, nei pressi di Fettercairn) terminò con la sconfitta dei nemici di Nechtan, tra i quali sono nominati Biceot figlio di Moneit, Finguine figlio di Drostan e Feroth figlio di Finguine. Dopo essere rimesso sul trono, Nechtan regnò fino al 732. Gli succedette Óengus.